# 2 na 1
2 na 1 (italiano: 2 contro 1) è un programma televisivo slovacco trasmesso dal 2018 su TV Markíza e dal 2 luglio 2022 sulla rete televisiva ceca TV Nova.

## Il programma
In ogni puntata del programma è invitato un ospite che deve superare diverse sfide proposte dai due conduttori. I presentatori del programma, nella versione slovacca, sono Adela Vinczeová e Daniel Dangl, mentre nell'edizione ceca sono Aleš Háma e Ondřej Sokol.

## Stagioni

### Slovacchia
| Stagione | Stagione | Numero di episodi | Prima visione     | Prima visione      |
| Stagione | Stagione | Numero di episodi | Prima puntata     | Finale di stagione |
| -------- | -------- | ----------------- | ----------------- | ------------------ |
|          | 1        | 1                 | 11º febbraio 2018 | 11º febbraio 2018  |
|          | 2        | 7                 | 13 marzo 2019     | 24 aprile 2019     |
|          | 3        | 8                 | 6 settembre 2020  | 24 ottobre 2020    |
|          | 4        | 8                 | 31 marzo 2021     | 19 maggio 2021     |
|          | 5        | 8                 | 3 marzo 2022      | 21 aprile 2022     |

## Episodi

### Slovacchia

#### Stagione 1 (2018)
| N° | Puntata | Ospite             | Messa in onda    |
| -- | ------- | ------------------ | ---------------- |
| 1  | 1       | Dominika Cibulková | 11 febbraio 2018 |

#### Stagione 2 (2019)
| N° | Puntata | Ospite                 | Messa in onda  |
| -- | ------- | ---------------------- | -------------- |
| 2  | 1       | Marek Hamšík           | 13 marzo 2019  |
| 3  | 2       | Miro Žbirka            | 20 marzo 2019  |
| 4  | 3       | Nella Pocisková        | 27º marzo 2019 |
| 5  | 4       | Ján Lašák              | 3 aprile 2019  |
| 6  | 5       | Diana Morová           | 10 aprile 2019 |
| 7  | 6       | Marian Čekovský        | 17 aprile 2019 |
| 8  | 7       | Koloman "Kali" Magyary | 24 aprile 2019 |

#### Stagione 3 (2020)
| N° | Puntata | Ospite                     | Messa in onda     |
| -- | ------- | -------------------------- | ----------------- |
| 9  | 1       | Lukáš Latinák              | 6 settembre 2020  |
| 10 | 2       | Marian Gaborík             | 13 settembre 2020 |
| 11 | 3       | Zuzana Kubovčíková Šebová  | 20 settembre 2020 |
| 12 | 4       | Zlatica Švajdová-Puškárová | 27 settembre 2020 |
| 13 | 5       | Marek Fašiang              | 3º ottobre 2020   |
| 14 | 6       | Mário "Kuly" Kollár        | 10 ottobre 2020   |
| 15 | 7       | Jozef Vajda                | 17 ottobre 2020   |
| 16 | 8       | Gabriela Marcinková        | 24 ottobre 2020   |

#### Stagione 4 (2021)
| N° | Puntata | Ospite              | Messa in onda  |
| -- | ------- | ------------------- | -------------- |
| 17 | 1       | Matej "Sajfa" Cifra | 31 marzo 2021  |
| 18 | 2       | Zdena Studenková    | 7 aprile 2021  |
| 19 | 3       | Boris Valábik       | 14 aprile 2021 |
| 20 | 4       | Evelyn              | 21 aprile 2021 |
| 21 | 5       | Filip Tůma          | 28 aprile 2021 |
| 22 | 6       | Kristína Kövešová   | 5 maggio 2021  |
| 23 | 7       | Juraj Kemka         | 12 maggio 2021 |
| 24 | 8       | Adam Iurica         | 19 maggio 2021 |

#### Stagione 5 (2022)
| N° | Puntata | Ospite              | Messa in onda  |
| -- | ------- | ------------------- | -------------- |
| 25 | 1       | Dara Rollins        | 3 marzo 2022   |
| 26 | 2       | Vladimír Kobielsky  | 10 marzo 2022  |
| 27 | 3       | Dominika Kavaschová | 17 marzo 2022  |
| 28 | 4       | Marcel Forgáč       | 24 marzo 2022  |
| 29 | 5       | Petra Polnišová     | 31 marzo 2022  |
| 30 | 6       | Viktor Vincze       | 7 aprile 2022  |
| 31 | 7       | Peter Marcin        | 14 aprile 2022 |
| 32 | 8       | Attila Végh         | 21 aprile 2022 |

### Repubblica Ceca
| N° | Puntata | Ospite      | Messa in onda |
| -- | ------- | ----------- | ------------- |
| 1  | 1       | Vojtěch Dyk | 2 luglio 2022 |